# Broktjärnen (Svegs socken, Härjedalen)
Broktjärnen är en sjö i Härjedalens kommun i Härjedalen och ingår i Ljusnans huvudavrinningsområde. Sjön har en area på 0,0741 kvadratkilometer och ligger 546,4 meter över havet.

## Delavrinningsområde
Broktjärnen ingår i det delavrinningsområde (688248-138882) som SMHI kallar för Inloppet i Nedre Skörmingsjön. Medelhöjden är 581 meter över havet och ytan är 16,92 kvadratkilometer. Det finns inga avrinningsområden uppströms utan avrinningsområdet är högsta punkten. Skörmingan som avvattnar avrinningsområdet har biflödesordning 3, vilket innebär att vattnet flödar genom totalt 3 vattendrag innan det når havet efter 289 kilometer. Avrinningsområdet består mestadels av skog (75 procent) och sankmarker (11 procent). Avrinningsområdet har 0,19 kvadratkilometer vattenytor vilket ger det en sjöprocent på 1,1 procent.